# ガールフレンド・エクスペリエンス
『ガールフレンド・エクスペリエンス』（The Girlfriend Experience）は、2009年のアメリカ映画。ポルノ女優のサーシャ・グレイが主演。

## ストーリ―
大統領選挙を目前に控えた2008年秋のニューヨーク・マンハッタン。高級コールガールとして働くチェルシーを描く。

## キャスト
- チェルシー: サーシャ・グレイ
- クリス・サントス
- マーク・ジェイコブソン

## 評価
レビュー・アグリゲーターのRotten Tomatoesでは141件のレビューで支持率は67%、平均点は6.40/10となった。Metacriticでは26件のレビューを基に加重平均値が66/100となった。

## 備考
キャッチコピーは、アメリカ版は「SEE IT WITH SOMEONE YOU ****（あなたの****な人と、この映画を一緒に観てね）」、日本版は「職業は、恋人。」。

## テレビドラマ版
2014年6月、テレビ局Starzは、映画に基づく全13話の新しいテレビドラマシリーズをエグゼクティブプロデューサーとしてスティーヴン・ソダーバーグとフィリップ・フライシュマンに依頼した。脚本はロッジ・ケリガンとエイミー・サイメッツが共同で13話分を書いた。主役は映画と同じ名前が使われたが、演じるのはライリー・キーオで、映画版とはキャラクター性が異なる。ドラマは2016年に放送が始まった。